# Katarina Karlsdotter

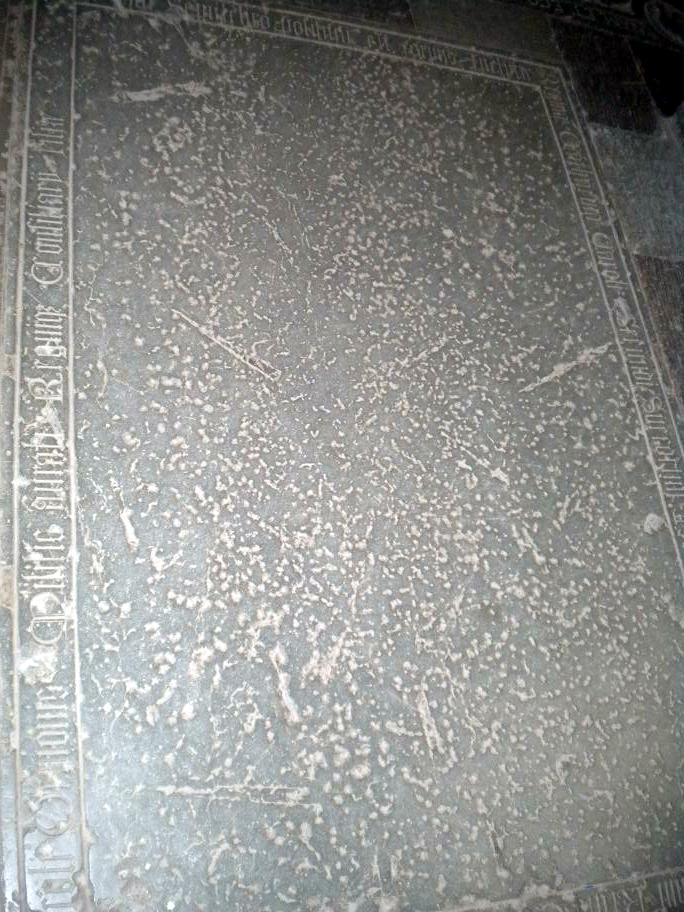
Pedra sepulcral de Katarina Karlsdotter a l'abadia de Vadstena

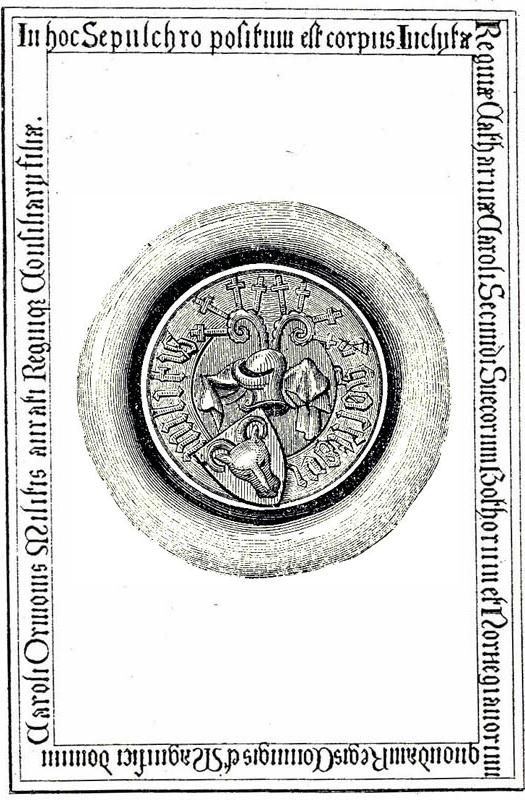
Dibuix de 1920 de la tomba de Katarina de Vadstena

Katerina de Bjurum anomenada Katarina Karlsdotter i a vegades també Katarina Gumsehuvud (morta el 7 de setembre de 1450) fou la reina consort de Suècia entre 1448 de 1450 i l'última reina consort de Noruega entre 1449 i 1450. Fou la segona esposa de Carles VIII de Suècia i I de Noruega.

## Biografia
Filla del noble Karl Ormsson (Gumsehuvud), es va casar amb el regent Karl Knutsson l'octubre de 1438 i es va convertir en primera dama amb funcions de reina en una cerimònia el 1440, quan el seu marit es va convertir en rei. Abans del casament, però, va fer falta una dispensa papal per tal que els fills que poguessin néixer fossin legítims.
El 1448, ja vídua, es va tornar a casar amb el regent i posterior rei. Va ser coronada reina de Suècia a la catedral d'Uppsala el 2 de juliol de 1448. Un any més tard, el marit es va convertir en rei de Noruega i això va comportar que fos coronada com a reina d'aquest país. El matrimoni fou feliç i va tenir nou fills. Es diu que la relació dels dos cònjuges sempre va ser positiva. La seva segona filla, Magdalena, es va casar amb Ivar Axelsson, oncle d'Ingeborg Tott.
La reina Katarina és descrita com una noia bonica i divertida, va crear un entorn agradable i relaxat a la cort. Va morir a Estocolm el 1450 per culpa d'una plaga i fou enterrada un any posterior a l'abadia de Vadstena. El seu marit li va sobreviure i es va casar una tercera vegada amb la finesa Kristina Abrahamsdotter. Ella va retornar a Finlàndia el 1464 i ell va morir el 1470, van tenir dirsos fills.

## Fills
- Margaret Karlsdotter (1442–1462).
- Magdalena Karlsdotter (1445–1495), casada amb Ivar Axelsson (Tott) 1466.
- Richeza Karlsdotter (nascuda ca. 1445), monja a l'abadia de Vadstena.
- Bridget Karlsdotter (1446–1469), monja a l'abadia de Vadstena.
- Quatre fills van morir de petits.